# Эунаполис
Эунаполис (порт. Eunápolis)  —  муниципалитет в Бразилии, входит в штат Баия. Составная часть мезорегиона Юг штата Баия. Входит в экономико-статистический микрорегион Порту-Сегуру. Население составляет 94 354 человека на 2007 год. Занимает площадь 1196,695 км². Плотность населения — 78,6 чел./км².
Праздник города — 12 мая.

## История
Город основан в 1988 году.

## Статистика
- Валовой внутренний продукт на 2003 год составляет 437 711 201,00 реалов (данные: Бразильский институт географии и статистики).
- Валовой внутренний продукт на душу населения на 2003 год составляет 4892,10 реалов (данные: Бразильский институт географии и статистики).
- Индекс развития человеческого потенциала на 2000 год составляет 0,704 (данные: Программа развития ООН).

## География
Климат местности: тропический.